# Schönberger Musiksommer
Der Schönberger Musiksommer ist eine Konzertreihe, die seit 1987 von Juni bis September in Schönberg im Landkreis Nordwestmecklenburg stattfindet. Schirmherren sind Georg Christoph Biller, Thomaskantor zu Leipzig, und die Präsidentin des Landtages von Mecklenburg-Vorpommern, Birgit Hesse.

## Konzept

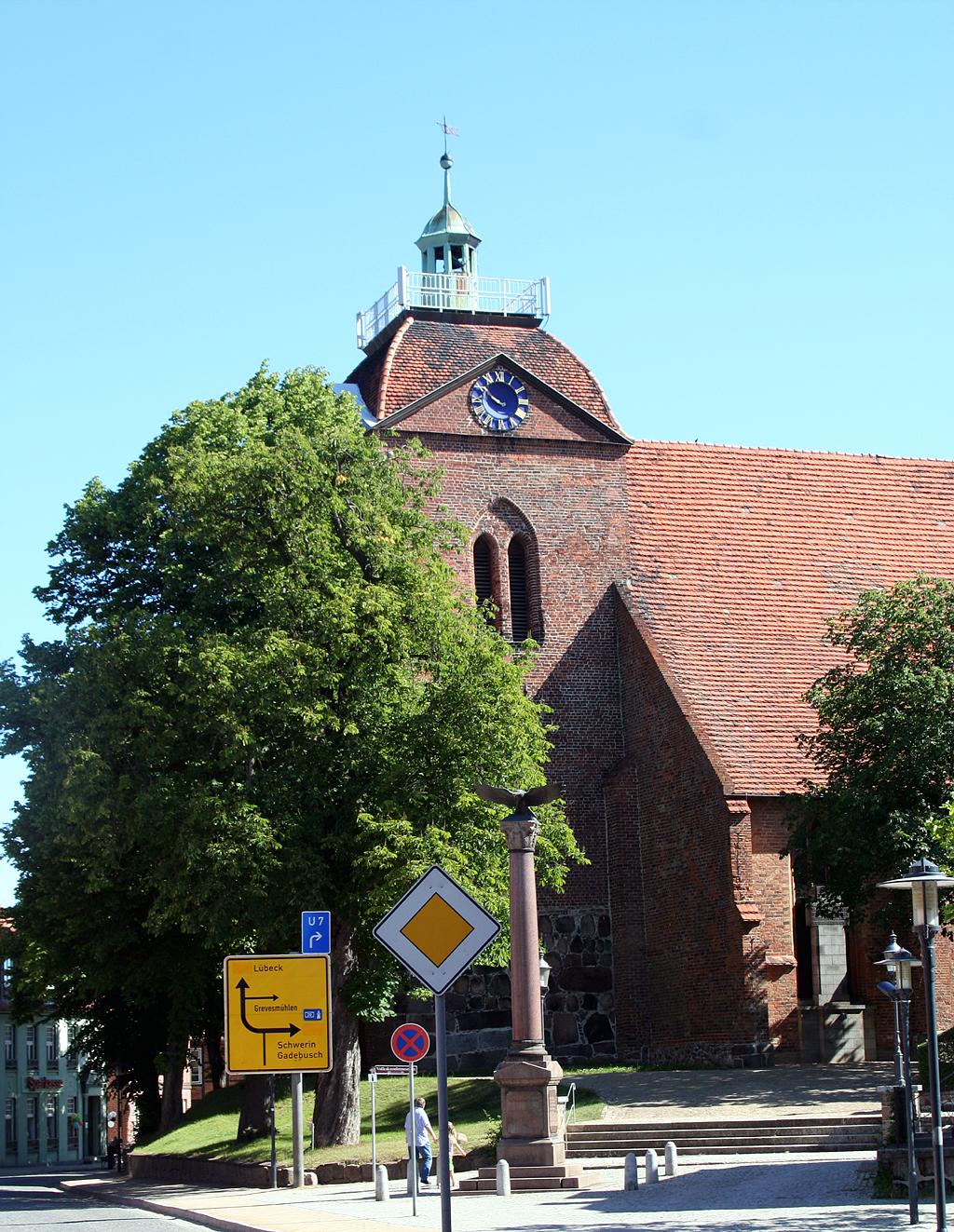
Die St.-Laurentius-Kirche in Schönberg

Jährlich mehr als 30 Konzerte, Ausstellungen und Sonderveranstaltungen ziehen tausende Besucher in die Schönberger St.-Laurentius-Kirche, die sich durch ihre Akustik als Raum für Konzerte anbietet. Die regulären Konzerte finden dienstags um 20 Uhr statt, außerdem gibt es Sonderveranstaltungen. Das Programm spannt einen Bogen von der traditionellen Kirchenmusik bis in die Grenzbereiche des Jazz und experimentelle Musik. Ebenso weit reicht das Spektrum der Besetzungen von Flöte solo oder Harfe bis zu sinfonischen Klangkörpern und Chören. Uraufführungen oder europäische Erstaufführungen bestimmen ebenso den Spielplan wie populäre Musik.
Der Schönberger Musiksommer versteht sich auch als Podium für junge Künstler und als Forum zum Experimentieren. Damit wird auch eine Öffentlichkeit angesprochen, die nicht mit Klassikkonzerten zu erreichen ist. Die familiäre Atmosphäre und eine familienfreundliche Eintrittspreisgestaltung kennzeichnen den Schönberger Musiksommer.
Zu den bedeutenden Künstlern, die beim Schönberger Musiksommer solistisch gewirkt haben, gehören Charlie Mariano, Nora Chastain, Matthias Eisenberg, Zoryana Kushpler, Hans-Günther Wauer, Miriam Sharoni, Gotthold Schwarz, Claus Bantzer, David Geringas, Efim Jourist, Markus Köhler, Siegfried Pank, Brita Rehsöft, Georg Christoph Biller und der Thomanerchor, Thilo von Westernhagen, Anna Vinnitskaya, Lauren Newton, Melanie Hirsch, Ariel Horowitz und Silke Aichhorn.

## Geschichte
Der Schönberger Musiksommer ist das Ergebnis einer langen kirchenmusikalischen Tradition. Angefangen hat sie 1847 mit der Errichtung der Orgel von St. Laurentius (Schönberg). Es ist die größte heute noch erhaltene Orgel des Wismarer Orgelbaumeisters Friedrich Wilhelm Winzer (1811 bis 1886). Konzertprogramme sind seit 1847 erhalten. 1987 begann die Renovierung der Kirche. Der damalige Kantor Martin Fehlandt begann, die seit Jahren im Sommer stattfindenden Konzerte von Sommeranfang bis Sommerende 14-täglich zu organisieren. Dieser Konzertreihe gab er den Namen Schönberger Musiksommer.
Christoph D. Minke (KMD), seit November 1990 Kantor in Schönberg, hat mit dem 5. Musiksommer den festen Dienstagsrhythmus eingeführt. Mit dem St.-Laurentius-Chor führte Minke 1991 anlässlich der abgeschlossenen Renovierung die Krönungsmesse von Wolfgang Amadeus Mozart auf. Seitdem steht in jedem Jahr mit dem St.-Laurentius-Chor, Solisten und Orchester ein großes Werk als Eröffnungs- oder Abschlusskonzert auf dem Spielplan.
2020 fand aufgrund der Corona-Pandemie anstelle des Schönberger Musiksommers eine Reihe unter dem Titel „Klingender Kirchplatz – Offene Kirche“ statt. An den betreffenden Dienstagen wurde die St.-Laurentius-Kirche von 19 - 21 Uhr geöffnet. Zur Markierung dieser Zeiten kamen die Glocken des 2019 ergänzten Geläutes zum Einsatz. Ab 20 Uhr gab es musikalische oder literarische Darbietungen.

## Veranstalter

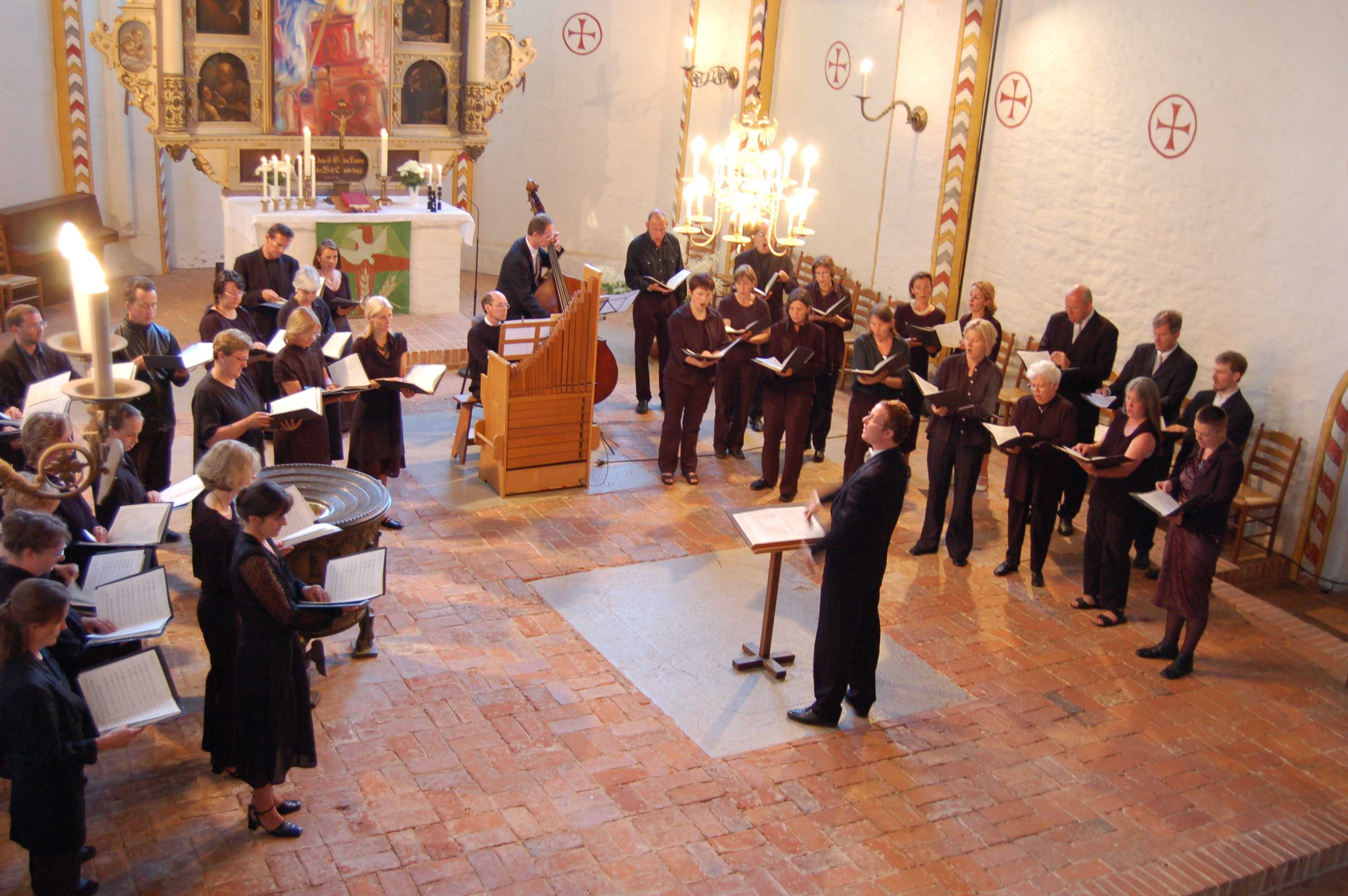
Kirchenchor St.-Laurentius Schönberg

Gastgeberin des Schönberger Musiksommers ist die Evangelisch-Lutherische Kirchengemeinde Schönberg/Mecklenburg. Getragen wird die Konzertreihe durch ehrenamtliches Engagement und die hauptamtlichen Mitarbeiter der Kirchgemeinde. Paten und Fürsprecher des Musiksommers sind/waren Altbundespräsident Dr. Richard von Weizsäcker, Prof. Toon Fret, Conservatoire Royal de Musique Lüttich, Rüdiger Bloch, Intendant i. R. Theater Vorpommern und Dr. Dorotheus Graf Rothkirch, sowie der Honorarkonsul der Republik Island, Norbert Deiters. Veranstaltet wird die Reihe vom Schönberger Musik und Kunst e.V.
Schirmherrin der Kinder- und Jugendkonzerte ist Birgit Hesse, Landtagspräsidentin von Mecklenburg-Vorpommern.
Die Finanzierung setzt sich zusammen aus öffentlichen und privaten Mitteln, zu den Förderern gehören unter anderem das Land Mecklenburg-Vorpommern, die Hermann Reemtsma Stiftung Hamburg und die Robert Bosch GmbH sowie der „Freundeskreis der Kirchenmusik in Schönberg – Schönberger Musiksommer“. Der Norddeutsche Rundfunk ist Medienpartner.

## Stiftungsinitiative
Der Stiftungsfonds „Schönberger Musiksommer“ ist ein Projekt kunst- und musikinteressierter Menschen aus dem Umfeld des Schönberger Musiksommers. Der Stiftungsfonds soll nachhaltig die musikalische Arbeit der Kirchgemeinde Schönberg und des Musiksommers sichern.

## Auszeichnungen
- 1994 	Kulturpreis des Landkreises Grevesmühlen für den Kirchenchor St. Laurentius Schönberg
- 1997 	Kulturpreis des Landkreises Nordwestmecklenburg für Kirchenmusiker Christoph D. Minke
- 2007 	Ehrung der Stadt Schönberg für besonderes Engagement an Kirchenmusiker Christoph D. Minke und Konzertmanager Karsten Lessing
- 2007 	Auszeichnung des Schönberger Musiksommers durch die Initiative Deutschland - Land der Ideen als ausgewählter Ort
- 2007 	Ehrung durch den Minister für Bildung, Wissenschaft und Kultur des Landes MV zum 1. Tag der Talente und Ideen in Mecklenburg-Vorpommern
- 2016 	Kulturförderpreis des Ministerpräsidenten von Mecklenburg-Vorpommern
- 2017  chrismon „Gemeinde 2017 – worauf wir stolz sind“ Förderpreis Musik
- 2017 	Großer Preis der Wirtschaft des Unternehmerverbandes Norddeutschland/Mecklenburg-Schwerin e.V. für Christoph D. Minke (Künstlerischer Leiter) und Karsten Lessing (Organisation)[2]

## Künstlerische Leistungen
- 1991 	Krönungsmesse (Mozart), Crucifixion (Stainer),
- 1992	Via Crucis (Liszt), Messe Es-Dur (Schubert),
- 1993	Magnificat (Bach),
- 1994	Te Deum (Stockmeier) und 42. Psalm (Mendelssohn),
- 1995	Christus der ist mein Leben, Kreuzstabkantate (Bach) und Requiem (Mozart), Magnificat (Bach),
- 1996	42. Psalm (Mendelssohn) und Messe Es-Dur (Schubert),
- 1997	2 Sätze Uraufführung Sonnengesang (Thilo v. Westernhagen) und Krönungsmesse (Liszt),
- 1998	Psalm 115 (Mendelssohn), Die letzten Dinge (Spohr),
- 1999	Uraufführung Labyrinth (Thilo v. Westernhagen) und Requiem (Mozart),
- 2000	Psalm 115, 96 und 42 (Mendelssohn),
- 2001	Musicalische Exequien (Schütz), Gesamt-Uraufführung Sonnengesang (Westernhagen),
- 2002	Matthäuspassion (Bach),
- 2003	Sonnengesang (Westernhagen), Lobgesang (Mendelssohn),
- 2004	h-Moll-Messe (Bach)
- 2005 Der Cornet (Frank Martin), Ein deutsches Requiem (Brahms)
- 2006	h-Moll-Messe (Bach)
- 2007 Uraufführung Paul-Gerhardt-Oratorium (Thilo v. Westernhagen)
- 2008 Te Deum (Mendelssohn), Drei Cantica (Schlenker), Lobgesang (Mendelssohn)
- 2009	h-Moll-Messe (Bach), Musikalisches Opfer (BWV 1079), Motette „Jesu meine Freude“ (Bach)
- 2010     Der Messias (Händel)
- 2011     Krönungsmesse (Franz Liszt)
- 2012    „Komm, Jesu, komm“ und „Fürchte dich nicht“ (Motetten), Brandenburgisches Konzert nr. VI B-Dur BWV 1051 (J.S.Bach), Kammermusik von Dietrich Buxtehude und C.Ph.E. Bach
- 2013     „Christ lag in Todesbanden“ (Kantate 4, J.S. Bach), Requiem (W. A. Mozart)
- 2014    „Die letzten Dinge“ Oratorium für Soli, Chor und Orchester (Louis Spohr)
- 2015 Sacred Service – Jüdische liturgische Musik (David Schiff), europäische Erstaufführung
- 2016 Epitaph für Stephanus (Manfred Schlenker), Aufführung in Anwesenheit des Komponisten
- 2017 Kantate 120b, Motetten BWV 225 und 227, Musikalisches Opfer BWV 1079 (Bach)
- 2018 „Ritter, Tod und Teufel“ – die Reformationsoper aus MV (Uraufführung)
- 2019 h-Moll-Messe (Bach), die Produktion wurde anschließend in Barcelona dargeboten
- 2021 Missa choralis (Liszt)

## Musikland Mecklenburg-Vorpommern
Der Schönberger Musiksommer ist Gründungsmitglied der Arbeitsgemeinschaft Musikland Mecklenburg-Vorpommern. Partner sind:
- Festspiele Mecklenburg-Vorpommern
- Greifswalder Bachwoche
- Usedomer Musikfestival

Medienpartner im Musikland M-V ist der NDR.